# Kup Maršala Tita 1964-1965
La Kup Maršala Tita 1964-1965 fu la 18ª edizione della Coppa di Jugoslavia. 2452 squadre parteciparono alle qualificazioni (estate ed autunno 1964), 16 furono quelle che raggiunsero la coppa vera e propria, che si disputò dal 31 marzo al 26 maggio 1965.
Il detentore era la Stella Rossa, che in questa edizione uscì in semifinale.
Il trofeo fu vinto dalla Dinamo Zagabria che sconfisse in finale il Budućnost, squadra di seconda divisione. Per gli zagabresi fu il quarto titolo in questa competizione.

Grazie al successo, la Dinamo ottenne l'accesso alla Coppa delle Coppe 1965-1966.
Il Partizan, vincitore del campionato, uscì agli ottavi di finale.

## Qualificazioni
```
Questa una delle partite della coppa di 
Voivodina
:
[
5
]

Radnički Novi Sad - Proleter Zrenjanin  0-3
Podrinje Mačvanska Mitrovica - Proleter 1-1 (vince il Proleter ai 
rigori
)
```

### Primo turno
| Squadra 1            | Risultato | Squadra 2          |           |
| -------------------- | --------- | ------------------ | --------- |
| (5) Hajduk Vela Luka | 1 – 7     | Hajduk Spalato (1) | hajduk.hr |

### Secondo turno
| Squadra 1          | Risultato             | Squadra 2    |           |
| ------------------ | --------------------- | ------------ | --------- |
| (1) Hajduk Spalato | 2 – 2 (dts) (3-2 dtr) | Sebenico (2) | hajduk.hr |

### Sedicesimi di finale
| Squadra 1              | Risultato | Squadra 2          |                                                                        |
| ---------------------- | --------- | ------------------ | ---------------------------------------------------------------------- |
| (3) Zara               | 2 – 3     | Hajduk Spalato (1) | hajduk.hr                                                              |
| (2) Železničar Niš     | 0 – 1     | Partizan (1)       | partizanopedia.rs                                                      |
| (2) Kladivar Celje     | 3 – 1     | Maribor (2)        | nkmaribor.com                                                          |
| (3) Sloboda Užice      | 0 – 3     | Stella Rossa (1)   | redstarbelgrade.rs Archiviato l'11 settembre 2021 in Internet Archive. |
| (2) Proleter Zrenjanin | 1 – 2     | Novi Sad (2)       | fsgzrenjanin.com                                                       |

## Ottavi di finale
| Squadra 1           | Risultato             | Squadra 2             |
| ------------------- | --------------------- | --------------------- |
| (2) Budućnost       | 1 – 0                 | Radnički Belgrado (2) |
| (1) Dinamo Zagabria | 3 – 0                 | Partizan (1)          |
| (2) Kladivar Celje  | 0 – 1                 | Novi Sad (2)          |
| (1) OFK Belgrado    | 2 – 0                 | Hajduk Spalato (1)    |
| (1) Radnički Niš    | 1 – 0                 | Rijeka (1)            |
| (1) Trešnjevka      | 3 – 0 (dts)           | Sloboda Tuzla (2)     |
| (1) Vardar          | 1 – 0                 | Sarajevo (1)          |
| (1) Vojvodina       | 0 – 0 (dts) (2-3 dtr) | Stella Rossa (1)      |

## Quarti di finale
| Squadra 1           | Risultato | Squadra 2        |
| ------------------- | --------- | ---------------- |
| (2) Budućnost       | 3 – 2     | OFK Belgrado (1) |
| (1) Dinamo Zagabria | 6 – 0     | Trešnjevka (1)   |
| (1) Stella Rossa    | 7 – 1     | Novi Sad (2)     |
| (1) Vardar          | 2 – 0     | Radnički Niš (1) |

## Semifinali
| Squadra 1        | Risultato | Squadra 2           |
| ---------------- | --------- | ------------------- |
| (1) Stella Rossa | 0 – 2     | Dinamo Zagabria (1) |
| (1) Vardar       | 0 – 2     | Budućnost (2)       |

## Finale
| Arbitro: | V. Stanković (Belgrado) |

|                  |           |              |
| Zambata 19’, 29’ | Marcatori | 35’ Franović |

| Dinamo | Budućnost |

|                 |   |                  |  |
|                 |   |                  |  |
| P               |   | Zlatko Škorić    |  |
| D               |   | Mladen Ramljak   |  |
| D               |   | Zlatko Mesić     |  |
| D               |   | Miljenko Puljčan |  |
| D               |   | Adem Kasumović   |  |
| C               |   | Rudolf Belin     |  |
| C               |   | Denijal Pirić    |  |
| C               |   | Stjepan Lamza    |  |
| A               |   | Željko Matuš     |  |
| A               | 9 | Dražan Jerković  |  |
| A               |   | Slaven Zambata   |  |
| Allenatore:     |   |                  |  |
| Vlatko Konjevod |   |                  |  |

|                 |  |                  |          |
|                 |  |                  |          |
| P               |  | Jovan Hajduković |          |
|                 |  | Mišo Folić       |          |
|                 |  | Vojo Gardašević  |          |
|                 |  | Pavlović         |          |
|                 |  | Cvetko Savković  |          |
|                 |  | S. Kovačević     | Uscita   |
|                 |  | D. Šaković       |          |
|                 |  | Todorović        |          |
|                 |  | Ištvan Šorban    |          |
|                 |  | G. Ćerić         |          |
|                 |  | Vlatko Franović  |          |
| A disposizione: |  |                  |          |
|                 |  | Ivanović         | Ingresso |
| Allenatore:     |  |                  |          |
| Božidar Dedović |  |                  |          |